# Orlovo, Haskovo
Orlovo (în bulgară Орлово) este un sat în comuna Haskovo, regiunea Haskovo,  Bulgaria. 

## Demografie
Componența etnică a satului Orlovo
     Romi (1,05%)
     Bulgari (63,55%)
     Turci (25,84%)
     Nicio identificare (9,53%)
La recensământul din 2011, populația satului Orlovo era de 472 locuitori. Din punct de vedere etnic, majoritatea locuitorilor (63,55%) erau bulgari, existând și minorități de turci (25,84%) și romi (1,05%). Pentru 9,53% din locuitori nu este cunoscută apartenența etnică.